# Родина Бадоер

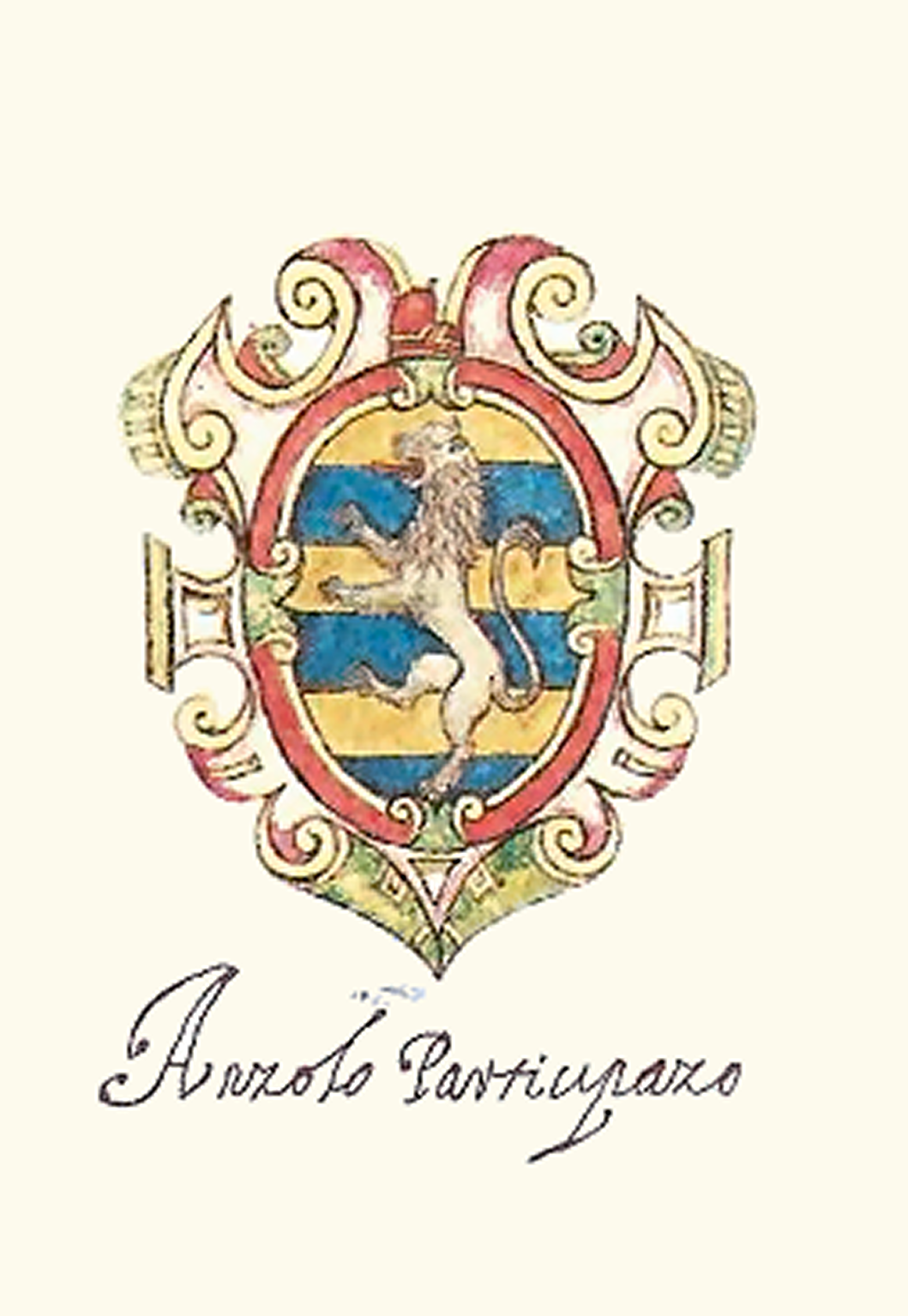
Герб Партичипаціо.

Бадоер (італ. Badoer) — венеційська родина з патриціату. До неї належали декілька дожів.  

## Історія
Згідно з середньовічними свідченнями веде своє походження від родини Партичипаціо, але точний харктер зв'язків обох родин залишається нез'ясованим. Можливим родоначальником Бадоерів є Бадоаріо Партичипаціо, син дожа Орсо I Партичипаціо, але також існує версія, що першим представником цієї родини був якийсь Ромачен. Першим представником дому, який відомий достименно, був дож Орсо, чий порядковий номер, що закріпився за ним у традиції, пов'язаний із впевненістю у його приналежності до дому Партичипаціо. Його братом можливо був патріарх Ґрадо Віталій II. Наступним дожем з цієї родини був П'єтро у 939 - 942. 
Протягом подальшої венеційської історії Бадоер відігравали значну роль як банкіри, торгові агенти та землевласники. Завдяки цьому члени цієї родини завжди здійснювали вплив на поточну політику республіки та займали різноманітні офіційні посади. Особливого значення у цій якості вони набувають починаючи з першої половини XIII століття. Під час конфлікту між Венецією і Візантію за правління Мануїла Комніна двоє Бадоерів — Манессе і Джованні були серед послів, відряджених на переговори з імператором та сицилійським королем Вільгельмом II. Представники родини брали участь у змові Тьєполо проти закриття Великої ради («Serrata del Maggior Consiglio») і Бадоеро Бадоер був страчений у 1310. Попри це їх вплив не зменшується. Себастьян Бадоер (1425 - 1498) та Андреа Бадоер (між 1545 і 1575), Федеріко Бадоер і поет Джованні Бадоер брали участь у значних дипломатичних місіях. Значною була роль у боротьбі з турками Альвізе, який також був посланцем до дворів Карла V і Сулеймана Пишного. 
На своїх великих земельних володіннях ними були збудовані віли, що мали демонструвати знатність і багатство родини; серед них Віла Бадоер Франческо Бадоера, яка входить до переліку Світової спадщини ЮНЕСКО. У Венеції вони переважно жили у парафії Сан-Тома, де збереглися стопортеґо і двір Бадоер. У 1145 Орсо Бадоер надав землі на марші поряд з містом для заснування монастира Сан-Джакомо-ін-Палудо для допомоги паломникам.